# Rhexia parviflora
Rhexia parviflora är en tvåhjärtbladig växtart som beskrevs av Alvin Wentworth Chapman. Rhexia parviflora ingår i släktet Rhexia och familjen Melastomataceae. Inga underarter finns listade i Catalogue of Life.